# Тияновци
Тияновци (болг. Тияновци) — село в Болгарии. Находится в Видинской области, входит в общину Брегово. Население составляет 162 человека.

## Политическая ситуация
Тияновци подчиняется непосредственно общине и не имеет своего кмета.
Кмет (мэр) общины Брегово — Милчо Лалов Выков (Болгарская социалистическая партия (БСП)) по результатам выборов в правление общины.